# Gaston Maurice Julia
Gaston Maurice Julia (* 3. Februar 1893 in Sidi bel Abbès, Algerien; † 19. März 1978 in Paris) war ein französischer Mathematiker.

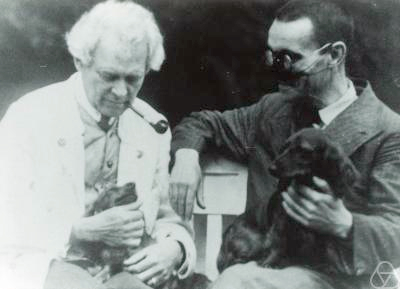
Julia (rechts) mit Gustav Herglotz

Julia wuchs in Französisch-Algerien auf, wo sein Vater landwirtschaftliche Maschinen reparierte. Er besuchte die Schule in Oran und ab 1910 mit einem Stipendium ein Gymnasium in Paris. Er studierte ab 1911 an der École normale supérieure (ENS), nachdem er bei den Eingangsprüfungen zur ENS (und zur École polytechnique) als Bester abgeschnitten hatte.

## Leben
1914 wurde er als Unteroffizier im Ersten Weltkrieg eingezogen und bei seinem ersten Gefecht im Januar 1915 schwer verwundet, eine Kugel traf ihn ins Gesicht und zerstörte die Nase, so dass er nach mehreren erfolglosen Wiederherstellungs-Operationen für den Rest seines Lebens einen Lederriemen im Gesicht trug.
1916 wurde er bei Émile Picard am Collège de France promoviert. 1918 veröffentlichte er seinen bekanntesten Aufsatz über die Iteration rationaler Funktionen (Mémoire sur l’itération des fonctions rationnelles, Journal de Mathématiques pures et appliquées). In diesem Aufsatz führte er die Julia-Menge ein, die eine wichtige Rolle in der Theorie dynamischer Systeme spielt. Unabhängig von Julia führte auch Pierre Fatou entsprechende Untersuchungen durch. Seit den 1980er Jahren ist dieses wieder ein Gebiet intensiver mathematischer Forschung. Die damit zusammenhängenden Computergraphiken wurden von Benoît Mandelbrot, Heinz-Otto Peitgen und anderen auch einem breiteren nichtmathematischen Publikum bekannt gemacht. Für seine Arbeit über die Iteration rationaler Funktionen erhielt Julia den Großen Preis der französischen Akademie der Wissenschaften und hielt 1919 die Peccot-Vorlesungen am Collège de France. Im selben Jahr wurde er Maître de conférences an der ENS, Repetitor an der École Polytechnique und Professor an der Sorbonne. 1937 wurde er Professor an der École Polytechnique.
1934 wurde er in die französische Akademie der Wissenschaften aufgenommen, deren Präsident er 1950 war, und war Mitglied zum Beispiel der Päpstlichen Akademie der Wissenschaften. Er war 1932 Präsident der französischen Mathematischen Gesellschaft. 1950 wurde er Offizier der Ehrenlegion. Während der Besetzung Frankreichs im Zweiten Weltkrieg arbeitete er mit den Nazis zusammen, was seiner akademischen Karriere aber keinen Abbruch tat.
Er war seit 1916 mit Marianne Chausson verheiratet (seine Krankenschwester, die Tochter des Komponisten Ernest Chausson) und hatte mit ihr sechs Kinder. Eines von ihnen war der Chemiker Marc Julia.

## Schriften
Bücher:
- Oeuvres. 6 Bände, Paris, Gauthier-Villars 1968–1970 (Herausgeber Jacques Dixmier, Michel Hervé, mit Vorwort von Julia).
- Eléments de géométrie infinitésimale. Gauthier-Villars 1927
- Cours cinématique. Gauthier-Villars 1928, 2. Auflage 1936
- Exercices d’Analyse. 4 Bände, Gauthier-Villars, 1928–1938, 2. Auflage 1944, 1950
- Principes Géométriques d’Analyse. 2 Bände, Gauthier-Villars, 1930, 1932
- Introduction Mathématique aux Theories Quantiques. 2 Bände, Gauthier-Villars 1936, 1938, 2. Auflage 1949, 1955
- Eléments d’algèbre. Gauthier-Villars 1959
- Cours de Géométrie. Gauthier-Villars 1941
- Cours de géométrie infinitésimale. Gauthier-Villars, 2. Auflage 1953
- Exercices de géométrie. 2 Bände, Gauthier-Villars 1944, 1952
- Leçons sur la représentation conforme des aires simplement connexes. Gauthier-Villars 1931, 2. Auflage 1950
- Leçons sur la représentation conforme des aires multiplement connexes. Gauthier-Villars 1934
- Leçons sur les fonctions uniformes à point singulier essentiel isolé. Gauthier-Villars 1924
- Traité de Théorie de Fonctions. Gauthier-Villars 1953
- Leçons sur les fonctions monogènes uniformes d’une variable complexe. Gauthier-Villars 1917
- Étude sur les formes binaires non quadratiques à indéterminées réelles ou complexes, ou à indéterminées conjuguées. Gauthier-Villars 1917

Aufsätze:
- Memoir on iterations of rational functions. (Memento vom 10. Februar 2006 im Internet Archive) (PDF; 121 kB) Englische Übersetzung des Aufsatzes aus dem Journal de Math. Pure et Appl., Band 8, 1918, S. 47–245.